# Сугоклія
Сугоклі́я, Сугоклей (Сугоклія-Березнувата, рідковживане — Сухоклія) — річка в Україні, в межах Компаніївської та Кетрисанівської сільських громад Кропивницького району Кіровоградської області. Права притока Інгулу (басейн Південного Бугу).

## Опис

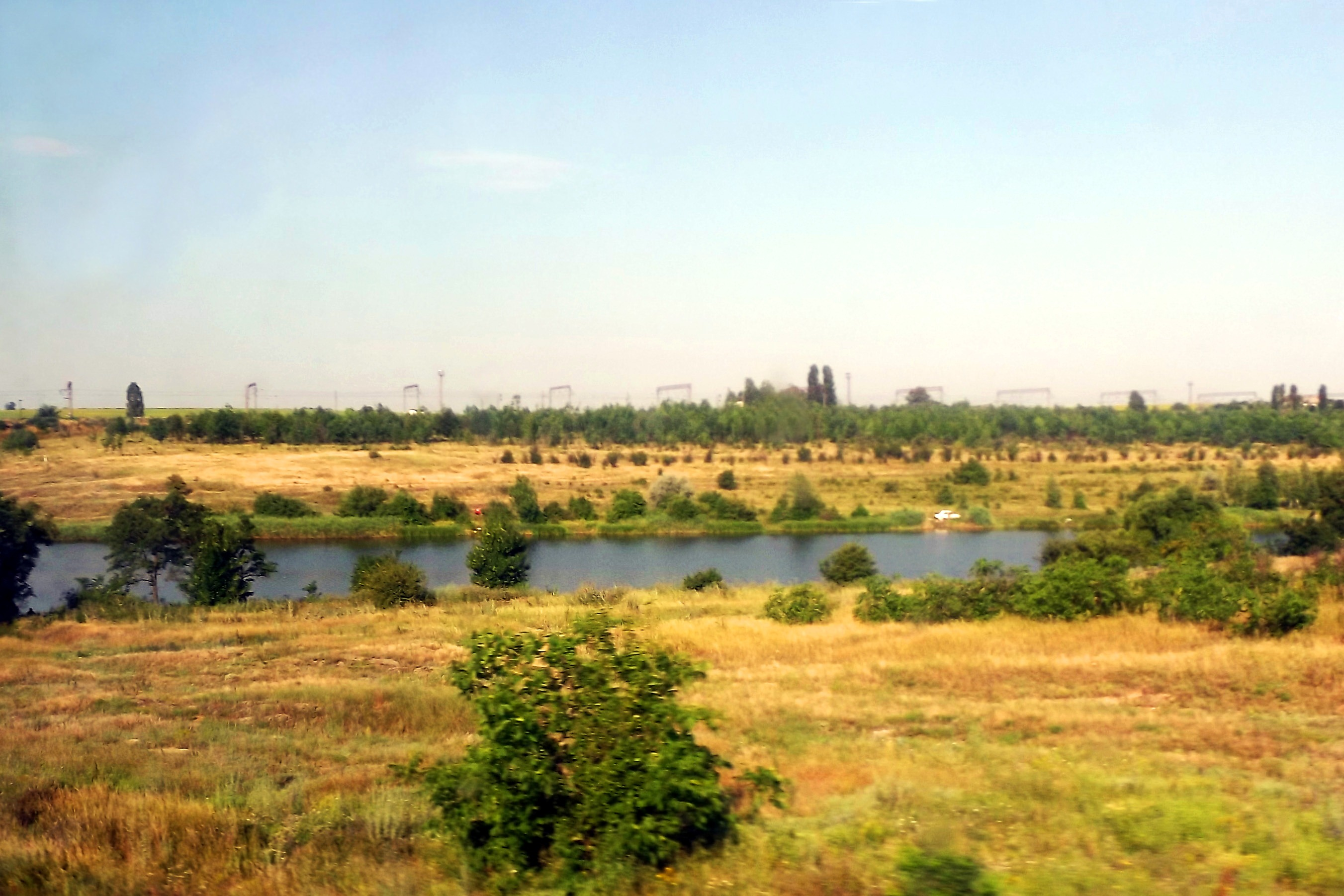
Сугоклія біля Бобринця

Довжина 61 км. Площа водозбірного басейну 983 км². Глибина річки переважно 0,7 — 1,2 м, річище завширшки до 5 м. Швидкість течії — до 0,5 м/с (1,8 км/год). Долина широка, рівнинного характеру, майже на всьому протязі трапецієподібна, завширшки до 4 км, завглибшки до 60 м.   Похил річки 2 м/км. В середній течії трапляються виходи докембрійських порід (граніти та гнейси). Є багато ставків та Кам'янобрідське(площа водного дзеркала 51 га, об'єм 1,88 млн.м3, с.Криничувате), Софіївське (73 га, об'єм 3,08 млн.м3)та Полум'янське(105 га, об'єм 4,58 млн.м3) водосховища. Використовується на господарські потреби, риборозведення, зрошування. Цікаві у рекреаційному відношенні урочища Розлитий Камінь та Перелосне.

## Розташування
Річка бере початок біля с. Семенівки. Тече переважно на південний схід, впадає до Інгулу на південь від села Степанівки.
На берегах річки розташовані:
- 2 км  - с.Семенівка
- 9 км  - с.Криничувате
- 13 км - с.Нечаївка
- 16 км - с.Голубієвичі
- 20 км - с.Софіївка
- 33 км - с.Полум'яне
- 37 км - залізнична станція Бобринець
- 41 км - с.Піщане
- 48 км - с.Олексіївка
- 57 км - с.Сугокліївка

Впадає в р.Інгул між селами Степанівка та Борисівка

## Про назву річки
Сугоклія вперше згадується 1697 року. Назва тюркського походження, ймовірно від кипчацького «сугак» - сайгак, дика антилопа. У тюркських мовах прикметники утворюються від іменників та дієслів за допомогою словотвірних афіксів, за допомогою афіксів -ly, -li утворюються від іменників прикметники, що позначають наявність якості чи ознаки, тобто це «місце, де багато сайгаків (сугаків)» - за свідченням Боплана, в XVII ст. у степах України водилося багато сайгаків-сугаків

## Притоки
- Праві: Осикувата.
- Ліві: Сугоклія-Комишувата.